# Mont Omoto
Le mont Omoto (於茂登岳, Omoto-dake) est une montagne située sur l'île d'Ishigaki dans la préfecture d'Okinawa au Japon. Avec la baie de Kabira, c'est un lieu de beauté pittoresque de niveau national.

## Géographie
Culminant à 525 m d'altitude, le mont Omoto est la plus haute montagne dans la préfecture d'Okinawa. Il est situé sur l'île d'Ishigaki, près du centre de la chaîne des monts Omoto, qui s'étend d'est en ouest le long de la côte nord de l'île.
Géologiquement, il est formé de granite de la période du Néogène. La Miyara-gawa qui coule du côté nord-est et la Nagura-gawa du côté sud de la montagne sont les ressources vitales d'eau potable et agricole sur l'île.